# Дагдангийн Амгалан
Да́гдангийн А́мгалан (монг. Дагдангийн Амгалан; 29 сентября 1933, Халзан, Сухэ-Баторский аймак, МНР — 15 июня 2009) — народный художник Монголии, лауреат государственной премии.

## Биография
Родился 29 сентября 1933 года в местности Дарьганга сомона Халзан Сухэ-Баторского аймака МНР. С детства увлекался рисованием. В шесть лет лишился отца, в семь поступил в школу. С тринадцати лет стал практиковаться в технике рисования чёрной тушью. В 1946 году победил на конкурсе детского рисунка, приуроченного к 25 годовщине Народной революции. В 14 лет был отправлен от Сухэ-Баторского аймака на учёбу в открывшееся двумя годами ранее в Улан-Баторе художественное училище, где в течение трёх лет учился у Д. Чойдога, О. Цэвэгжава, У. Ядамсурэна. В 1950—1955 годах работал художником в Художественно-ремесленных мастерских (Зураг урлалын газар). В 1955 году принимал участие в разработке нового образца мунгу. Один из первых членов вновь образованного объединения ремесленников.
В 1956 году Амгалан, благодаря поддержке, оказанной орлогч-сайдом Министерства культуры Л. Ванганом, поступил на учёбу в московское печатное училище, однако, несмотря на это, продолжал мечтать о карьере художника. Об этом узнал бывший в то время в монгольском посольстве по работе Ю. Цеденбал, и поспособствовал его поступлению в Суриковский институт. В 1959 году у Амгалана родился сын Баясгалан, в 1960-м — дочь Жавхлан. В 1962 году создал свою знаменитую работу «Матушка» (монг. «Ээжээ»; также известна как «Здравствуй, мамочка!» монг. «Ээж ээ, сайн байна уу»), за которую по возвращении на родину в 1963 году получил государственную премию. По эскизу другой его известной работы, «Минуя капитализм» (Капитализмыг алгасч) была создана роспись на боковом фасаде Государственной публичной библиотеки. В 1971—1986 годах работал директором Художественно-ремесленного училища. В 1975 году получил звание народного художника. Оформлял здание улан-баторского Дворца бракосочетаний, изготовив для него эмблему и ганжир.
Всего Амгаланом создано более тысячи произведений, в том числе станковых эстампов, плакатов, иллюстраций В январе 2007 года состоялась выставка его работ, а также работ его ученика Ц. Дамбы в Остине (Техас). Скончался 15 июня 2009 года.